# São Martinho da Cortiça
São Martinho da Cortiça es una freguesia portuguesa del concelho de Arganil, con 31,78 km² de superficie y 1.536 habitantes (2001). Su densidad de población es de 48,3 hab/km².